# Nabatéer
Nabateer (arabiska na’bat) var ett nordarabiskt folk som ursprungligen var  en sammanslutning av olika nomadstammar under 500-talet f.Kr. i Edom. Omkring två hundra år senare härskade nabatéerna över ett självständigt rike med staden Petra i nuvarande södra Jordanien som sin viktigaste stad och handelsplats .
Nabatéerna var ursprungligen bosatta i trakterna söder och sydöst om Döda havet men utsträckte under sin storhetstid omkring 200 f.Kr.–100 e.Kr sitt välde betydligt, särskilt åt norr. Riket störtades 106 e.Kr. av romarna. Nabatéernas handel och kultur bibehöll sig dock ännu i flera århundraden. I klippstaden Petra söder om Döda havet, som jämte Bosra i Hauran var deras förnämsta stad, uppfördes på 200-talet storartade byggnader vilka nu är i ruiner. Under 300-talet började arabiska nomadstammar tränga in på nabatéernas område och redan före muslimernas erövringar på 600-talet torde nabatéerna ha upphört att vara ett särskilt folk. 
Under sin kulturperiod använde nabatéerna arameiskan som skriftspråk, då deras modersmål arabiskan ännu ej stabiliserats i skrift. Nabatéiska inskrifter har till största delen hittats på Sinaihalvön redan under 1700-talet men sedermera även kring Petra, i Hauran, i området nordöst mot Eufrat och i norra Arabien ända ned till trakten kring Medina. Den äldsta inskriften härstammar från omkring 40 f.Kr och den yngsta från 94 e.Kr. Deras historiska innehåll är mindre betydande men de ger värdefulla upplysningar om folkets religion. Denna syns till en början ha varit en soldyrkan, men sedan framträder många skilda gudomligheter av vilka Petras skyddsgud Dusares var den förnämste.